# Wahlern
Wahlern est une localité et une ancienne commune suisse du canton de Berne, située dans l'arrondissement administratif de Berne-Mittelland.
Le 1er janvier 2011, elle a fusionné avec Albligen pour fonder la commune de Schwarzenburg.